# Myrsidea cucullaris
Myrsidea cucullaris är en insektsart som först beskrevs av Christian Ludwig Nitzsch 1818.  Myrsidea cucullaris ingår i släktet sadellöss, och familjen spolätare. Arten är reproducerande i Sverige.